# Élections sénatoriales de 2011 dans la Haute-Loire
Les élections sénatoriales dans la Haute-Loire ont lieu le dimanche 25 septembre 2011. Elles ont pour but d'élire les sénateurs représentant le département au Sénat pour un mandat de six années.

## Contexte départemental
Lors des élections sénatoriales du 23 septembre 2001 dans la Haute-Loire, deux sénateurs ont été élus, Jean Boyer (UDF) et Adrien Gouteyron (RPR).
Depuis, tous les effectifs du collège électoral des grands électeurs ont été renouvelés, avec les élections législatives françaises de 2007, les élections régionales françaises de 2010, les élections cantonales de 2008 et 2011 et les élections municipales françaises de 2008.

## Sénateurs sortants
| Sénateur | Sénateur         | Parti | Fonctions lors de l'élection en 2001                    |
| -------- | ---------------- | ----- | ------------------------------------------------------- |
|          | Jean Boyer       | NC    |                                                         |
|          | Adrien Gouteyron | UMP   | Sénateur sortant, conseiller général, maire de Rosières |

## Présentation des candidats et des suppléants
Les nouveaux représentants sont élus pour une législature de 6 ans au suffrage universel indirect par les 711 grands électeurs du département. En Haute-Loire, les sénateurs sont élus au scrutin majoritaire à deux tours. Leur nombre reste inchangé, 2 sénateurs sont à élire. Ils sont 10 candidats dans le département, chacun avec un suppléant.
| T/S | Candidats | Candidats            | Parti | Principale fonction                           |
| --- | --------- | -------------------- | ----- | --------------------------------------------- |
| T   |           | Michel Valentin      | PCF   |                                               |
| S   |           | Claude Ganne         | PCF   |                                               |
| T   |           | Nicole Chassin       | PS    | Conseillère générale, maire de Sainte-Florine |
| S   |           | Marie-Hélène Girbon  | PS    | Adjointe au maire de Brives-Charensac         |
| T   |           | Pierre Gibert        | PS    | Maire de Costaros                             |
| S   |           | Annie Mangiaracina   | PS    | Adjointe au maire de Monistrol-sur-Loire      |
| T   |           | Jean Boyer           | NC    | Sénateur sortant                              |
| S   |           | Olivier Cigolotti    | NC    | Maire de Saint-Romain-Lachalm                 |
| T   |           | Gérard Roche         | DVD   | Président du conseil général                  |
| S   |           | Jean-Pierre Vigier   | MoDem | Maire de Lavoûte-Chilhac                      |
| T   |           | Jean-Jacques Faucher | UMP   | Maire de Brioude                              |
| S   |           | Joseph Chapuis       | UMP   | Conseiller général, maire de Bas-en-Basset    |
| T   |           | Madeleine Dubois     | UMP   | Conseillère générale                          |
| S   |           | Paul Bastide         | UMP   | Maire de Saugues                              |
| T   |           | Éric Reynaud         | DVD   |                                               |
| S   |           | Dominique Mouillac   | DVD   |                                               |
| T   |           | Pierre Astor         | DVD   | Conseiller général, maire de Retournac        |
| S   |           | Bruno Depalle        | DVD   | Adjoint au maire de Monistrol-d'Allier        |
| T   |           | Fabien Albertini     | FN    |                                               |
| S   |           | Christian Thérond    | FN    |                                               |

## Résultats
| Candidat et parti politique | Candidat et parti politique | Candidat et parti politique | Premier tour | Premier tour | Second tour | Second tour |
| Candidat et parti politique | Candidat et parti politique | Candidat et parti politique | Voix         | %            | Voix        | %           |
| --------------------------- | --------------------------- | --------------------------- | ------------ | ------------ | ----------- | ----------- |
|                             | Gérard Roche                | DVD                         | 338          | 47,94        | 444         | 63,52       |
|                             | Jean Boyer                  | NC                          | 309          | 43,83        | 400         | 57,22       |
|                             | Pierre Gibert               | PS                          | 175          | 24,82        | 232         | 33,19       |
|                             | Nicole Chassin              | PS                          | 171          | 24,26        | 222         | 31,76       |
|                             | Fabien Albertini            | FN                          | 7            | 0,99         | 17          | 2,43        |
|                             | Madeleine Dubois            | UMP                         | 138          | 19,57        |             |             |
|                             | Jean-Jacques Faucher        | UMP                         | 132          | 18,32        |             |             |
|                             | Pierre Astor                | DVD                         | 36           | 5,11         |             |             |
|                             | Michel Valentin             | PCF                         | 21           | 2,98         |             |             |
|                             | Éric Reynaud                | DVD                         | 5            | 0,71         |             |             |
|                             |                             |                             |              |              |             |             |
| Inscrits                    | Inscrits                    | Inscrits                    | 711          | 100,00       | 711         | 100,00      |
| Abstentions                 | Abstentions                 | Abstentions                 | 3            | 0,42         | 0           | 0,00        |
| Votants                     | Votants                     | Votants                     | 708          | 99,58        | 711         | 100,00      |
| Blancs et nuls              | Blancs et nuls              | Blancs et nuls              | 3            | 0,42         | 12          | 1,69        |
| Exprimés                    | Exprimés                    | Exprimés                    | 705          | 99,16        | 699         | 98,31       |